# 2003 UJ292
2003 UJ292, também escrito como 2003 UJ292, é um objeto transnetuniano que está localizado no cinturão de Kuiper, uma região do Sistema Solar. Este objeto é classificado como um cubewano. Ele possui uma magnitude absoluta de 6,1 e tem cerca de 265 km de diâmetro. O astrônomo Mike Brown lista este corpo celeste em sua página na internet como um candidato a possível planeta anão.

## Descoberta
2003 UJ292 foi descoberto no dia 24 de outubro de 2003 pelo astrônomo Marc W. Buie.

## Órbita
A órbita de 2003 UJ292 tem uma excentricidade de 0,064 e possui um semieixo maior de 43,779 UA. O seu periélio leva o mesmo a uma distância de 40,976 UA em relação ao Sol e seu afélio a 46,583 UA.